# 伊予平野駅
伊予平野駅（いよひらのえき）は、愛媛県大洲市平野町野田にある、四国旅客鉄道（JR四国）予讃線の駅である。駅番号はU16。

## 歴史
駅名に「平野（ひらの）」とあるが、ここは三方を山に囲まれた狭い地域。平野（へいや）からの由来ではなく平地村と野田村の合併によってできた地名からとられている。
当駅の開業時は伊予大洲駅よりわずか4.4キロの延伸だったが、地元住民は大変な喜びようで、小学生の旗行列や花火、相撲などで初日は一日中賑わったという。その後1939（昭和14）年2月には夜昼トンネルが開通、八幡浜駅まで延伸となった。
- 1936年（昭和11年）9月19日：開業[3]。
- 1970年（昭和45年）6月1日：貨物取扱廃止[3]。
- 1984年（昭和59年）2月1日：荷物扱い廃止[3]。
- 1986年（昭和61年）3月3日：無人駅化[4]（簡易委託化[7]）。
- 1987年（昭和62年）4月1日：国鉄分割民営化により、四国旅客鉄道の駅となる[3]。

## 駅構造
相対式ホーム2面2線を有する地上駅。Y字分岐で進入速度は50km/h。留置線を1線有する。
無人駅で簡易な待合所が設置されている。

### のりば
| のりば | 路線    | 方向 | 行先                     |
| ------ | ------- | ---- | ------------------------ |
| 1      | ■予讃線 | 下り | 八幡浜・宇和島方面       |
| 2      | ■予讃線 | 上り | 伊予大洲・内子・松山方面 |

## 利用状況
| 1日乗降人員推移 | 1日乗降人員推移 |
| 年度            | 1日平均人数     |
| --------------- | --------------- |
| 2011年          | 62              |
| 2012年          | 58              |
| 2013年          | 56              |
| 2014年          | 50              |
| 2015年          | 60              |

## 駅周辺
- 大洲市立平野中学校[9]
- 大洲市立平野小学校
- 大洲市立平野幼稚園
- 大洲平野郵便局
- 八幡浜・大洲地区運動公園

## 隣の駅
四国旅客鉄道（JR四国）
■予讃線
西大洲駅 (U15) - 伊予平野駅 (U16) - 千丈駅 (U17)